# Lights Off
Az Lights Off (magyarul: Lekapcsolni a lámpát) a cseh–norvég We Are Domi együttes dala, mellyel Csehországot képviselték a 2022-es Eurovíziós Dalfesztiválon Torinóban. A dal 2021. december 16-án a cseh nemzeti döntőben, a Eurovision Song CZ megszerzett győzelemmel érdemelte ki a dalversenyen való indulás jogát.

## Eurovíziós Dalfesztivál
2021. december 6-án vált hivatalossá, hogy az együttes alábbi dala is bekerült a 2022-es Eurovision Song CZ elnevezésű nemzeti döntő mezőnyébe. A dal hivatalosan december 3-án jelent meg, majd december 16-án megnyerte a nemzeti döntőt, ahol a zsűri és a cseh, valamint a nemzetközi nézői szavazatok együttese alakította ki a végeredményt. Előbbinél az első, utóbbinál pedig negyedik és első helyen végzett, így összesen 21 ponttal győztek. A dal videóklipje március 19-én jelent meg a dalfesztivál hivatalos YouTube csatornáján.
A dalfesztivál előtt a román nemzeti döntőben, Barcelonában, Tel-Avivban, Londonban, Amszterdamban és Madridban eurovíziós rendezvényeken népszerűsítették versenydalukat.
Az Eurovíziós Dalfesztiválon a dalt először a május 12-én rendezett második elődöntőben adták elő fellépési sorrend szerint utolsóként a Svédországot képviselő Cornelia Jakobs Hold Me Closer című dala után. Az elődöntőből negyedik helyezettként sikeresen továbbjutottak a május 14-i döntőbe, ahol fellépési sorrendben elsőként léptek fel, a Romániát képviselő WRS Llámame című dala előtt. A szavazás során a zsűrinél összesítésben a tizenkilencedik helyen végeztek 33 ponttal, míg a nézői szavazáson a huszonkettedik helyen végeztek 5 ponttal (csak Észak-Macedóniától kaptak pontot), így összesítésben 38 ponttal a verseny huszonkettedik helyezettjei lettek.
A következő cseh induló a Vesna My Sister’s Crown című dala volt a 2023-as Eurovíziós Dalfesztiválon.